# Траун
Траун град је у Аустрији, смештен у северном делу државе. Траун је трећи по величини град у покрајини Горњој Аустрији, али као предграђе великог града Линца не поседује сопствени округ, већ припада округу Линц-Земља.

## Природне одлике
Траун се налази у северном делу Аустрије, на око 230 km удаљености од престонице Беча. Насеље се урбанизовало на југозападном ободу градске зоне Линца, дуж реке Траун.

## Становништво
| 1971.  | 1981.  | 1991.  | 2001.  | 2011.  |
| ------ | ------ | ------ | ------ | ------ |
| 21.215 | 21.464 | 22.260 | 23.470 | 23.810 |

По процени из 2016. у граду је живело 24295 становника. Пре једног века град је имао 3 пута становника. Последњих деценија својим растом ка Линцу спојио се са главним градом.